# Sesto uomo
Il sesto uomo è un ruolo non standard del gioco della pallacanestro.
Indica il giocatore che, partendo dalla panchina (da cui "sesto uomo" in quanto non facente parte del quintetto base), è riuscito, confermando nel tempo le sue prestazioni ad alto livello, a dare il maggiore contributo alla squadra. È pertanto considerato il "primo cambio" nella gestione della squadra. Pur entrando per lo più a partita iniziata riesce comunque a rimanere in campo per lunghi periodi, utilizzato per la sostituzione e l'alternanza con più giocatori, rivestendo quindi un ruolo di "Jolly". 
Mentre in Italia non esiste un riconoscimento ufficiale per questa figura, lasciato al giudizio informale della stampa specializzata, la NBA assegna invece ogni anno un premio al miglior sesto uomo dell'anno. Famosi in questo ruolo sono stati Franco Boselli in Italia e Kevin McHale, Jamal Crawford e Lou Williams (questi ultimi tre volte vincitori del premio prima citato) nella NBA.